# El camino de San Diego
El camino de San Diego és una pel·lícula argentina-espanyola de 2006, dirigida per Carlos Sorín i produïda per K&S Films. Va ser estrenada el 14 de setembre de 2006, a Buenos Aires.

## Sinopsi

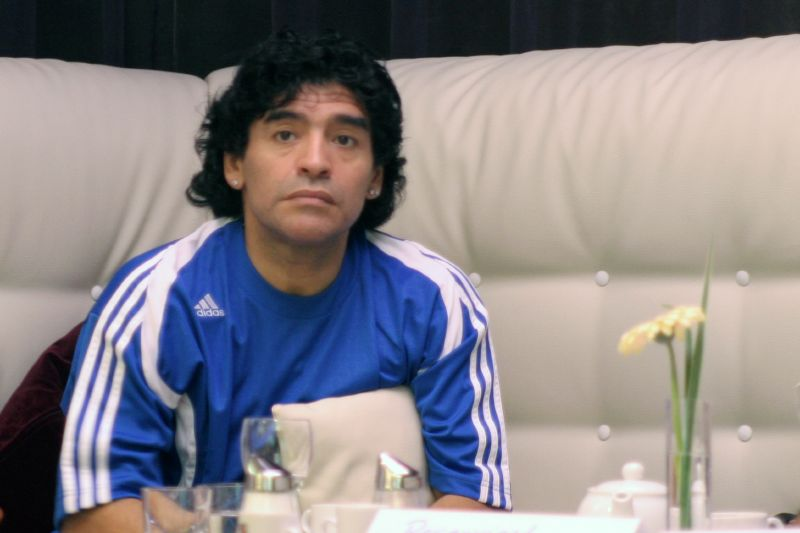
El camino de San Diego és una pel·lícula de contingut social, sobre la idolatria al futbolista Diego Maradona, entre la gent comuna.

La pel·lícula va ser filmada a la província de Misiones i es tracta bàsicament d'una “road movie” (pel·lícula de camí). El relat està ambientat en 2004, en moments en què el futbolista argentí Diego Maradona va ser internat per greus problemes cardíacs, i milers de persones es van mobilitzar fins a l'hospital en el qual estava sent atès, per demanar per la seva salut i expressar-li el seu afecte.
En aquest context, la pel·lícula conta la història de Tati Benítez, un humil treballador de la fusta, que viu en una petita població rurala la província de Misiones, qui es troba desocupat, té a la seva jove esposa (Paola Rotela) embarassada i és admirador de Maradona. Tati troba en la selva una gran arrel de timbó, que als seus ulls reprodueix la imatge del seu ídol. Quan Tati s'assabenta de la internació de Maradona, decideix peregrinar cap a la llunyana Buenos Aires, per lliurar-li el seu preciós tresor, coneixent en el camí altres personatges, amb les seves pròpies preocupacions.

## Repartiment
- Ignacio Benítez (Tati Benítez)
- Carlos Wagner Messerlian La Bella (Waguinho)
- Paola Rotela (esposa de Tati)
- Silvina Fontelles (Senyora Matilde)
- Miguel González Colman (Silva)
- José Armónico (Gauna)
- Toti Rivas (El Tolo)
- Marisol Córdoba] (esposa del Tolo)
- Otto Mosdien (pastor Otto)
- Claudio Uassouf (cura)
- Lila Cáceres (mare jove)
- Pascual Condito (Pascual)
- Juan Villegas (amo de casa de fotografia)
- Walter Donado (xofer d'ambulància)
- Leonardo Ramirez Boll (acompanyant a l'ambulància)
- Aníbal Maldonado (contrabandista)
- Alberto Rodríguez Mujica (am,o de regionales)
- Alberto Rodríguez (Rodríguez)
- María Marta Alvez (Soledad)
- Alfredo Lorenzo (Guardia)
- Alfredo Valles (cec)
- Jose Wisniewsky (El Polaco)
- Macarena Duarte (filla de Tati Benítez)

## Premis
- Festival Internacional del Nou Cinema Llatinoamericà de l'Havana (2006): Gran Coral (segon premi)[3]
- Festival Internacional de Cinema de Sant Sebastià 2006: Premi especial del jurat[4]